# Geografia della percezione
Geografia della percezione è il termine, epistemologicamente scorretto, con cui la geografia del comportamento è stata spesso definita nella letteratura scientifica di area geografica tra gli anni '70 ed i primi anni '90.
Il termine deriva da perception geography, espressione inizialmente presente in alcune pubblicazioni scientifiche di area anglosassone, e si è rapidamente diffuso anche nella letteratura scientifica italiana dalla seconda metà degli anni '70, per poi divenire più raro dalla fine degli anni '80 fino a quasi scomparire a metà degli anni '90.
Originariamente, si riferiva alla parte della geografia del comportamento più attenta allo studio delle rappresentazioni territoriali (la "percezione del territorio", o del "territorio vissuto" secondo gli autori francesi di ispirazione umanistica).
Le istanze della geografia della percezione sono confluite, nella seconda metà degli anni '80, nell'allora nascente movimento della geografia culturale, che l'ha praticamente soppiantata.
| Controllo di autorità | GND (DE) 4197495-5 |